# (9571) 1988 RR5
A (9571) 1988 RR5 a Naprendszer kisbolygóövében található aszteroida. Henri Debehogne fedezte fel 1988. szeptember 2-án.